# Де Сото (Мисури)
Де Сото (енгл. De Soto) град је у америчкој савезној држави Мисури.

## Демографија
По попису из 2010. године број становника је 6.400, што је 25 (0,4%) становника више него 2000. године.
| Група             | 2000.         | 2010.         |
| Белци             | 6.125 (96,1%) | 6.096 (95,3%) |
| Афроамериканци    | 109 (1,7%)    | 103 (1,6%)    |
| Азијати           | 12 (0,2%)     | 27 (0,4%)     |
| Хиспаноамериканци | 65 (1,0%)     | 51 (0,8%)     |
| Укупно            | 6.375         | 6.400         |